# 王老先生有塊地
Old MacDonald Had a Farm（華語世界部分翻譯為王老先生有塊地或直譯為老麥克唐納有個農場） 是一首英格兰兒歌及童謠，最早的版本可追溯至1706年由托馬斯·德烏菲為歌劇劇作《The Kingdom of the Birds（或稱為 Wonders of the Sun）》所創作的民謠〈In the Fields in Frost and Snow〉，之後在英國、愛爾蘭和北美等地以各種形式傳頌了數百年，最終定型於1917年，其後則演化成多個版本，世界各地都根據自己的語言改編這首歌。這首歌的內容是描述一位名叫麥克唐納（或麥當勞）的農民，在農場里飼養了各種動物，而各種動物會發出不同的叫聲。